# 帕雷 (贝加莫省)
帕雷 (贝加莫省)（義大利語：Parre），是意大利贝加莫省的一个市镇。总面积22平方公里，人口2866人，人口密度130.3人/平方公里（2009年）。国家统计（ISTAT）代码为016158。